# فرد موراي
فرد موراي (بالإنجليزية: Fred Murray)‏ (22 مايو 1982 في جمهورية أيرلندا - ) هو لاعب كرة قدم أيرلندي في مركز الدفاع. لعب مع بلاكبيرن روفرز وستيفيناغ بوروه وكامبريدج يونايتد ونادي لوتون تاون ونادي نورثامبتون تاون وستافورد رينجرز ونادي إكزتر سيتي وغرايز أتلاتيك ‏.

## وصلات خارجية
- فرد موراي على موقع قاعدة بيانات كرة القدم.إي يو (الإنجليزية)
- فرد موراي على موقع Soccerbase.com (لاعب) (الإنجليزية)